# Rates a correcuita
Rates a correcuita  (títol original: Rat Race) és una pel·lícula estatunidenco- canadenca dirigida per Jerry Zucker i estrenada el 2001. Ha estat doblada al català

## Argument
A Las Vegas, Donald Sinclair, el propietari excèntric de l'un dels més grans casinos de la ciutat, decideix organitzar una aposta molt especial en companyia dels seus clients milionaris, originaris de tots els racons del món.
El concepte és simplicíssim: escullen dotze clients entre els nombrosos que desfilen cada dia i es juguen qui s'embutxacarà els dos milions de dòlars, amagats en un sac a la consigna de l'estació de Silver City, distant 2.000 quilòmetres.
Pels candidats afectats, comença llavors una caça al tresor desenfrenada i delirant on tots els cops són permesos…

## Repartiment
- Breckin Meyer: Nick Schaffer, advocat "tímid"
- Cuba Gooding: Owen Templeton, àrbitre de futbol
- Seth Green: Duane Cody, estafador
- Whoopi Goldberg: Vera Baker
- Jon Lovitz: Randall 'Randy' Pear, turista i pare de família
- Amy Smart: Tracy Faucet, pilot d'helicòpter
- Lanei Chapman: Merrill Jennings, la filla de Vera Baker
- John Cleese: Donald P. Sinclair
- Kathy Najimy: Beverly 'Bev' Pear, l'esposa de Randy
- Rowan Atkinson: Enrico Pollini, turista italià
- Wayne Knight: Zack Mallozzi,, repartidor d'òrgans
- Vince Vieluf: Blaine Cody, el germà i el còmplice de Duane
- Jillian Marie Hubert: Kimberly Pear, la filla de Randy
- Brody Smith: Jason Pear, el fill de Randy
- Paul Rodriguez: el taxista
- Kathy Bates: La venedora d'esquirols
- Dean Cain: Shawn Kent, l'ex de Tracy
- Conyac Ledford: Vicky, una prostituta
- Dave Thomas: Harold Grisham
- Carrie Diamond: Barmaid del casino
- Gloria Allred: ella mateixa
- Silas Weir Mitchell: Lloyd
- Colleen Camp: una infermera